# Bałki (Ukraina)
Bałki (ukr. Балки) – wieś na Ukrainie, w obwodzie rówieńskim, w rejonie dubieńskim, w hromadzie Radziwiłłów. W 2001 liczyła 109 mieszkańców, spośród których 107 wskazało jako ojczysty język ukraiński, a 2 rosyjski.
W okresie międzywojennym wieś znajdowała się w granicach II RP, wchodząc w skład gminy Radziwiłłów w powiecie dubieńskim, w województwie wołyńskim.